# Ramphotyphlops howi
Ramphotyphlops howi este o specie de șerpi din genul Ramphotyphlops, familia Typhlopidae, descrisă de Storr 1983. Conform Catalogue of Life specia Ramphotyphlops howi nu are subspecii cunoscute.